# 丝毛刺头菊
丝毛刺头菊（学名：Cousinia lasiophylla）是菊科刺头菊属的植物，是中国的特有植物。分布于中国大陆的新疆等地，生长于海拔3,000米的地区，见于山坡草地，目前尚未由人工引种栽培。